# Byrthelm (biskup Londynu)
Byrthelm (Brihthelm, Beorhthelm; żył w X wieku) – średniowieczny biskup Londynu.
Zastąpił Teodreda jako biskup Londynu między 951 a 953 rokiem. Nie ma szczegółowych danych na temat jego urzędowania na tym stanowisku. Wiadomo, że zmarł między 957 a 959 rokiem, a jego następcą został biskup Dunstan.